# CHARA
CHARA(1968년 1월 13일 ~ )는 일본의 가수 겸 배우이다. 사이타마현 가와구치시 출신으로 유니버설 뮤직에 소속되어 있다.

## 이력

### 데뷔하기까지
4세부터 피아노를 시작하였고, 초등학생 무렵에 작곡을 시작하였다. 9세 때는 스스로 CHARA라는 별명을 지었다.
중학생때에《아메리칸 그래피티》와《Ain't No Mountain High Enough》를 노래한 다이아나 로스 등에 영향을 받았다. 고등학교 입학후, [아메리칸 그래피티]에 등장하는 롤러 스케이트 모습의 웨이트레스를 동경하여 롤러 스케이트를 타기 시작하였다. 고등학교 졸업후, 피아노 조율 전문학교에 입학하지만, 1년후 퇴학하였다.
그 후, 키보드 담당으로 밴드에 참가하였고, 20세 무렵에는 자작곡을 부르기위해 보컬로 전향해 신주쿠RUIDO에서 첫 무대를 가진다. 롤러 스케이트 스타일의 웨이트레스의 아르바이트를 하면서 라이브 활동을 계속하였다.

### 데뷔에서 결혼, 그리고 성공
데모테이프가 계기가 되어, 1991년 9월 싱글《Heaven》으로 에픽 소니에서 데뷔한다. 1992년 2nd 앨범《SOUL KISS》로 일본 레코드 대상 팝스 록부분의 앨범 뉴 아티스트상을 수상한다.
1994년 봄, 이와이 슌지감독의 영화《PiCNiC》에서 공연해 배우 아사노 다다노부와 만나 교제하기 시작하였다. 같은해 11월 임신이 확인되어 1995년 3월 31일 혼인신고를 하였고, 같은해에 딸을 낳았다.
1996년 같은 감독의 영화《스와로우 테일》에서 주연으로 출연하였다. 극중 등장하는 밴드〈YEN TOWN BAND〉명의로 싱글 앨범《Swallowtail Butterfly ~사랑의 노래~》는 첫 싱글차트 1위를 차지하였다. 또, 동영화로 일본 아카데미 상 우수주연 여우상을 수상한다. 1997년, 앨범《Junior Sweet》가 오리곤차트 1워를 차지하였고, 밀리언셀러를 기록하였다. 같은해 11월에 쓰지야 도모히라의 프로젝트〈CHARA with THE 99 1/2〉명의로 싱글을 발표하였다.
1999년 YUKI와〈CHARA + YUKI〉를 결성하여 싱글을 발표하였다. 같은해 아들을 출산했다. 2001년〈Mean Machine〉에 드럼으로 참여하였고, 싱글 2장과 앨범 1장을 발표하였다.

### 언더그라운드에서 메이저로 복귀 그리고, 현재까지
2003년 이후, 에픽 소니와 계약이 끝난 후에도 사무소 소속되지 않고, 언더그라운드에서 활동한다. 2005년 앨범《something blue》를 2000장 한정으로 발매한 것외에도 팬클럽 회원 한정 라이브〈차라 클럽파티〉를 복수 개최하였다. 또, 아라이 데루노와 결성하여〈cold sugar〉(아키노차라)와〈a quiet alertness〉명의로 라이브 활동도 하였다.
2006년 유니버설 뮤직으로 이적해 메이저에서 음악활동을 재개하였다. 2008년 9월 영화《뱀에게 피어싱》에서 CHARA 명의로는 처음인 영화 주제가를 담당하였고, 원작자 가네하라 히토미와 주제가〈기에루〉의 작사를 함께 작업하였다.